# ジルベルト・ペリエ
ジルベルト・ペリエ（仏: Françoise Gilberte Périer、1620年1月1日 – 1687年4月25日）はフランスの伝記作家であり、パスカルについての伝記を書いたブレーズ・パスカルの姉である。

## 生涯
ジルベルトは、法服貴族であり、税務官であり、弁護士であり科学と数学にも造詣が深かったエティエンヌ・パスカル（1588年 - 1651年）と、その妻アントワネット・パスカル（旧姓ベゴン、1596年 - 1626年）の間に生まれた3人の子供のうちの長女であった。彼女の父方の祖父は、フランスの財務官マルタン・パスカルだった。
1626年にジルベルトの母が亡くなると、父は一家をパリに移し、ルイーズ・デルフォーという家庭教師を雇って子供たちを育てさせた。そして、エティエンヌは自ら子供たちの教育家庭教育で行うことを選んだ。パリでジルベルトは父の家庭を長年切り盛りしたのちに父の跡を継いでルーアンで生活をした。
1641年6月、ジルベルトはクレルモン＝フェランの租税院判事のフロラン・ペリエ（仏: Florin Périe 1605年生 - 1672年没）と結婚した。彼はジルベルトの父エティエンヌの同僚であるだけでなく、従兄弟でもあった。
結婚の後、4人の娘マルグリット（仏: Marguerite Périer1646年生 - 1733年没）、ジャクリーヌ（仏: Jacqueline1644年生 - 1696年没）、マリー（仏: Jacqueline1647年 - 1649年）、ルイーズ（仏: Louise1651年 - 1713年））と2人の息子（ブレーズ（仏: Blaise1653年生 - 1684年没）、エティエンヌ（仏: Étienne1642年生 - 1680年没）が生まれた。
1646年、ジルベルトは夫と同様に、ローマ・カトリック教会の分離主義運動であるジャンセニスムに改宗し、子供たちを教育のためにパリのポール・ロワイヤル修道院に送った。ジルベルトは次第に公的生活から身を引いていき、後には隠遁生活を選んだ。しかし、彼女の信仰心は、より有名な妹のジャクリーヌ・パスカルよりも穏やかなものであった。
ジルベルトは非常に教養が高く、哲学と神学を学び、雄弁で知られ、数ヶ国語を話した。パスカルは彼女を遺言執行者に任命し、1670年に『パンセ・ド・パスカル』（パスカルの思想）を出版した。しかし、二人の尽力にもかかわらず、原文はそのまま出版されなかった。1663年には、パスカルと妹のジャクリーヌの伝記を出版した。ジルベルトはまた、パスカルが『パンセ』の元となった『キリスト教の弁明』（キリスト教の弁明）の執筆にも協力した。